# Industrial Strength Records
Industrial Strength Records ist ein Hardcore Techno-/Gabber-Musiklabel.
Das Label wurde 1991 von Lenny Dee gegründet. Es hat seinen Sitz in New York und war einer der weltweiten Wegbereiter für Hardcore Techno und Gabber.

## Bedeutung und Schwerpunkte
ISR war eines der ersten Hardcore Techno Label der Welt und eines der ersten Labels in den USA, das elektronische Musik veröffentlichte. Auf Industrial Strength Records veröffentlichten unter anderem Carl Cox, Richie Hawtin, Laurent Garnier, Laurent Hô, Daft Punk (als Draft Ponk), Marc Acardipane, Paul Elstak, Manu le Malin, Cirillo, The Horrorist und Nasenbluten.
Auch die spätere Death-Metal-Band The Berzerker veröffentlichte auf ISR.
Des Weiteren verfügt ISR über mehrere Sublabels wie IST, Ruff Beats Records, LD Records, High Density Records und Mental Venom.
Insgesamt entstanden seit 1991 mehr als 750 Titel und es wurden über 3 Millionen Tonträger verkauft.

## Künstler
Folgende Künstler sind aktuell bei ISR unter Vertrag:
| - Delta 9 - Jensen & Lowtek - Manga Corps | - Manu Le Malin - DJ Moshpit - DJ Stormtrooper | - Satronica - Tymon - Unexist |

## Nachweise
1. ↑   Archivlink (Memento des Originals vom 31. Mai 2012 im Internet Archive)  Info: Der Archivlink wurde automatisch eingesetzt und noch nicht geprüft. Bitte prüfe Original- und Archivlink gemäß Anleitung und entferne dann diesen Hinweis.